# Vivid (Crystal Kay)
Vivid è il dodicesimo album studio della cantante giapponese Crystal Kay. Uscito il 27 giugno 2012 nei formati CD e CD+DVD, è il primo album ad essere pubblicato sotto la sua nuova casa discografica Delicious Deli, parte della Universal Japan, dopo l'uscita dalla Sony nel 2011.
L'album consta di tre singoli, usciti precedentemente alla pubblicazione dell'album: Superman (usato nella soap opera giapponese Boku to Star no 99 Nichi), Delicious Na Kinyoubi/Haru Arashi e Forever. Inoltre, sull'iTunes Store, sono state rese disponibili altre due tracce per promuovere l'album: Take It Outside e Memory Box.

## Tracce[8]
CD
1. Forever - 4:15
2. Be Mine - 4:05
3. Take It Outside - 3:17
4. Yo Yo - 3:08
5. Come Back to Me - 3:43
6. What We Do - 3:54
7. Superman - 3:50
8. Memory Box - 4:37
9. Haru Arashi (ハルアラシ; Spring Storm) - 3:49
10. Fly High - 3:23
11. Delicious na Kinyoubi (デリシャスな金曜日; Delicious Friday) - 4:05
12. Rising Sun - 3:43
13. Haru Arashi (Kazuhiko Maeda Remix) - 4:22
14. Forever (Kazuhiko Maeda Remix) - 5:05

DVD
1. Forever (VIDEOCLIP)
2. Delicious na Kinyoubi (VIDEOCLIP)
3. Superman (VIDEOCLIP)
4. Forever (Making of)

## Classifiche

### Album
| Classifica                      | Posizione raggiunta |
| ------------------------------- | ------------------- |
| Giappone (Oricon Daily Charts)  | 24                  |
| Giappone (Oricon Weekly Charts) | 35                  |

### Singoli
| Anno | Titolo                                | Migliori posizioni   | Migliori posizioni      | Migliori posizioni       |
| Anno | Titolo                                | Oricon Singles Chart | Billboard Japan Hot 100 | RIAJ Digital Track Chart |
| ---- | ------------------------------------- | -------------------- | ----------------------- | ------------------------ |
| 2011 | "Superman"                            | 55                   | 7                       | 24                       |
| 2012 | "Delicious na Kinyoubi / Haru Arashi" | 171                  | 9                       | —                        |
| 2012 | "Forever"                             | —                    | 6                       | —                        |

## Date di Pubblicazione
| Nazione  | Data           | Formato                      | Etichetta      |
| -------- | -------------- | ---------------------------- | -------------- |
| Giappone | 27 giugno 2012 | CD, CD+DVD, Digital Download | Delicious Deli |